# Ла-Шез (Об)

Ла-Шез (фр. La Chaise) — коммуна во Франции в регионе Шампань — Арденны, департамент Об.
Население — 35 человек (2007), площадь департамента — 8,81 км². Плотность населения — 3,97 чел./км².
Коммуна расположена на расстоянии около 180 км к востоку от Парижа, 70 км южнее Шалон-ан-Шампань, 45 км восточнее Труа.